# 防衛省市谷地區

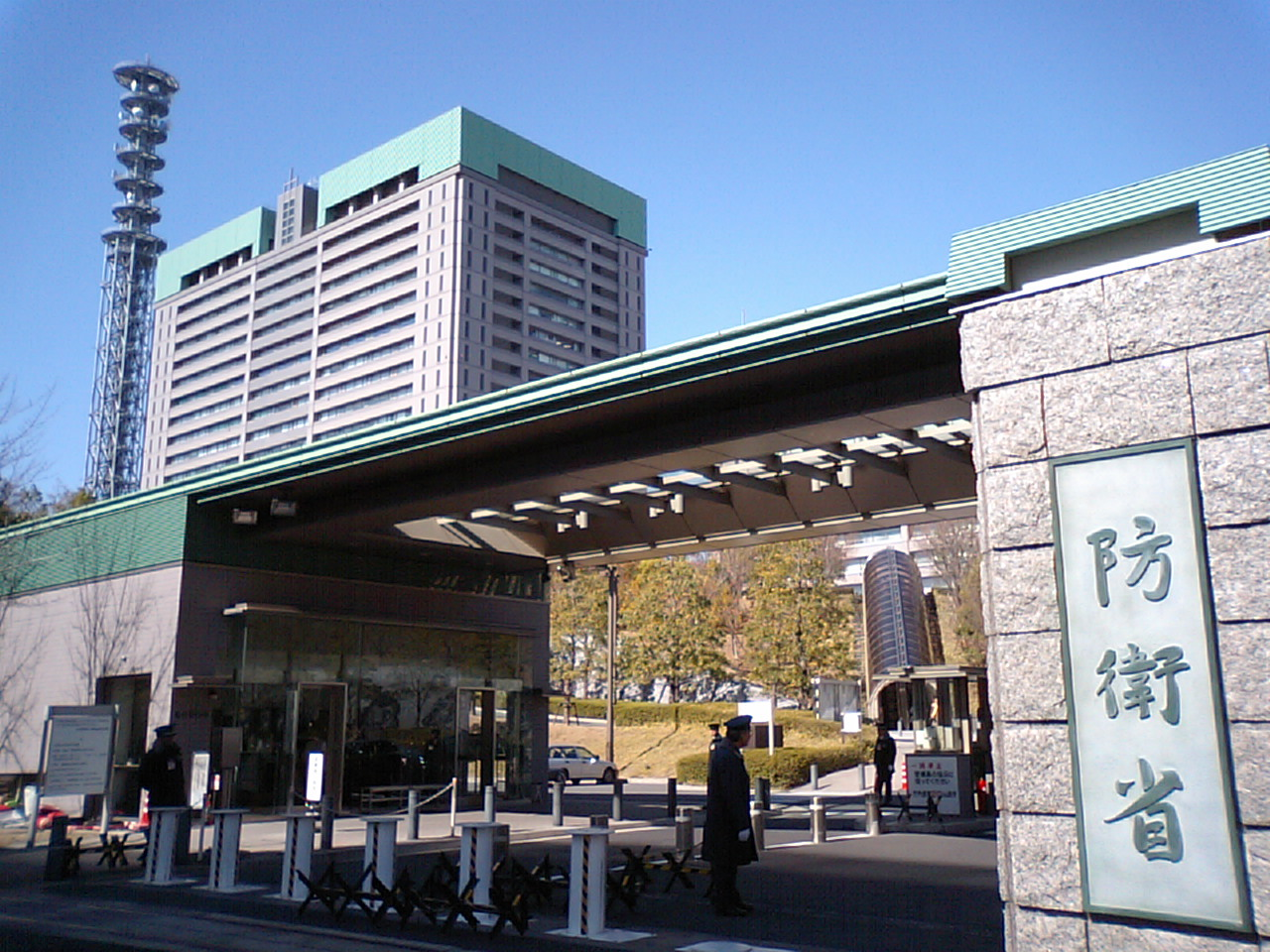
防衛省

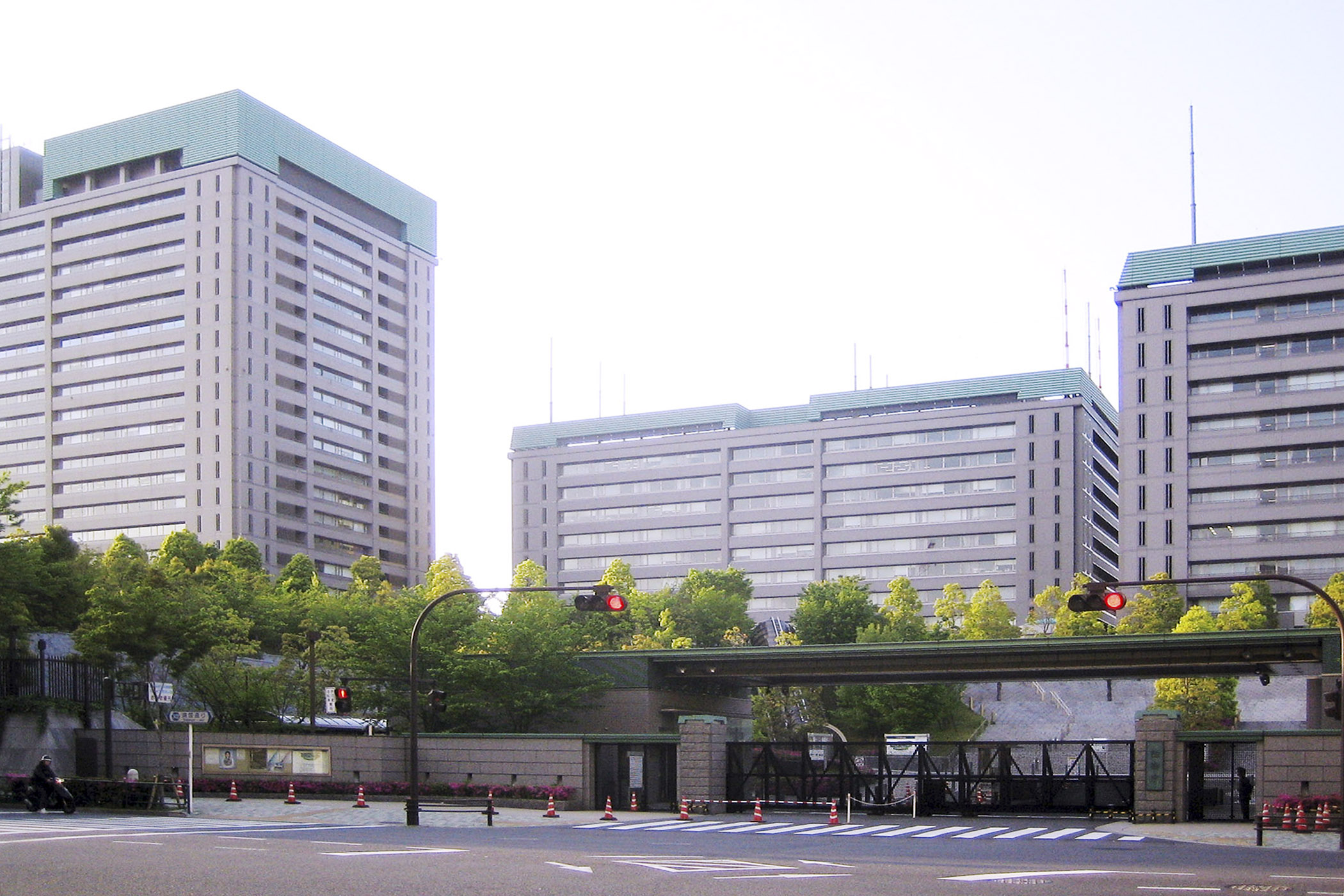
防衛省市谷廳舍。左起為A棟、D棟、E1棟

35°41′34″N 139°43′43″E / 35.692716°N 139.7286691°E
防衛省市谷地區（日语：／ Bōeishō Ichigaya Chiku */?），或稱防衛省市谷廳舍（日语：／ Bōeishō Ichigaya chōsha */?），是日本防衛省本部、自衛隊統合幕僚監部（總參謀部）及陸、海、空各幕僚監部（三幕）所在地，位於東京都新宿區市谷本村町5-1。此設施為陸海空各自衛隊聯駐，在陸上自衛隊稱呼為市谷駐屯地，海上自衛隊稱為市谷地區，航空自衛隊則稱呼為市谷基地。
作為防衛省本省（內部部局）與統合幕僚監部的所在地，可說是日本的防衛中樞。
駐屯地司令由陸上自衛隊中央業務支援隊長兼任，基地司令由航空自衛隊航空中央業務隊司令兼任。
廳舍A棟設有自衛隊指揮命令中樞中央指揮所。
廳舍B棟上有防衛省市谷無線鐵塔（通信鐵塔），建物總高度達220公尺。
用地內有愛國者三型飛彈部署平台，並有空自第1高射群分遣隊（第1高射隊市谷分遣班）常駐。廳舍Ａ棟屋頂有直升機坪「市谷場外離著陸場」，國際民航組織機場代碼「RJAI」。
2016年（平成28年），防衛研究所與統合幕僚學校國際和平協力中心陸續從防衛省目黑地區移入新建的廳舍F棟。

## 主要機關（防衛省本省）

### 內部部局及陸海空三幕共同部隊等
- 防衛省本省
  - 防衛省大臣官房
  - 防衛政策局
  - 人事教育局
  - 整備計畫局
  - 地方協力局
- 自卫队指挥通信系统队
- 自衛隊情報保全隊（日语：自衛隊情報保全隊）本部
  - 中央情報保全隊
- 自衛隊東京地方協力本部（日语：自衛隊東京地方協力本部）（東京都新宿區市谷本村町10番1號）[6]（由東部方面總監指揮監督）

### 設施等機關
- 防衛研究所（日语：防衛研究所）

### 特別機關
- 統合幕僚監部
- 陸上幕僚監部
- 海上幕僚監部
- 航空幕僚監部
- 情報本部
- 防衛監察本部
- 防衛會議（日语：防衛会議）
- 統合幕僚學校（日语：統合幕僚学校）
  - 國際和平協力中心
- 外國軍用品審判所（日语：外国軍用品審判所）

### 外局
- 防衛裝備廳

## 駐屯部隊、機關（陸上自衛隊市谷駐屯地）

### 防衛大臣直轄部隊、機關
- 警務隊（憲兵）（日语：警務官）
  - 中央警務隊（日语：中央警務隊）
  - 東部方面警務隊（日语：東部方面警務隊）
    - 第302保安警務中隊（日语：保安警務中隊）
- 陸上自衛隊中央業務支援隊（日语：陸上自衛隊中央業務支援隊）
- 陸上自衛隊中央管制氣象隊（日语：陸上自衛隊中央管制気象隊）
- 陸上自衛隊中央會計隊（日语：陸上自衛隊中央会計隊）
- 陸上自衛隊會計監査隊（日语：陸上自衛隊会計監査隊）

### 陸上總隊隷下部隊
- 系統通信團（日语：システム通信団）
  - 團本部
  - 本部附隊
  - 中央基地系統通信隊（日语：中央基地システム通信隊）
  - 通信保全監査隊（日语：通信保全監査隊）
  - 網路防護隊（日语：サイバー防護隊）
  - 系統開發隊（日语：システム開発隊）
  - 第301映像寫真中隊（日语：第301映像写真中隊）
- 中央情報隊（日语：中央情報隊）
  - 基礎情報隊（日语：基礎情報隊）

## 所在部隊（海上自衛隊市谷地區）

### 防衛大臣直轄部隊
- 系統通信隊群（日语：システム通信隊群）
  - 中央系統通信隊
  - 保全監査隊
- 海上自衛隊警務隊（日语：海上自衛隊警務隊）
  - 東京地方警務隊
- 海上自衛隊東京業務隊（日语：海上自衛隊東京業務隊）

## 所在部隊（航空自衛隊市谷基地）

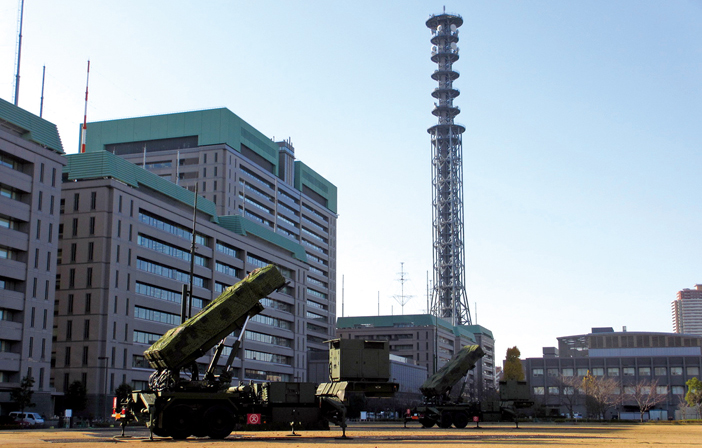
第1高射群的愛國者飛彈三型

### 防衛大臣直轄部隊
- 航空系統通信隊（日语：航空システム通信隊）
- 航空警務隊（日语：航空警務隊）本部
  - 東京地方警務隊
- 航空中央業務隊（日语：基地業務群）

### 中部航空方面隊隷下部隊
- 第1高射群（日语：第1高射群）
  - 第1高射隊
    - 市谷分遣班

## 共同設施

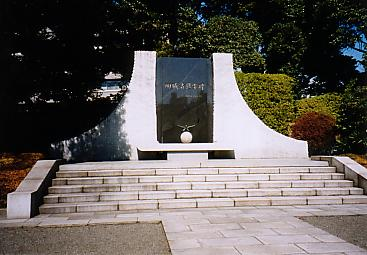
紀念園區

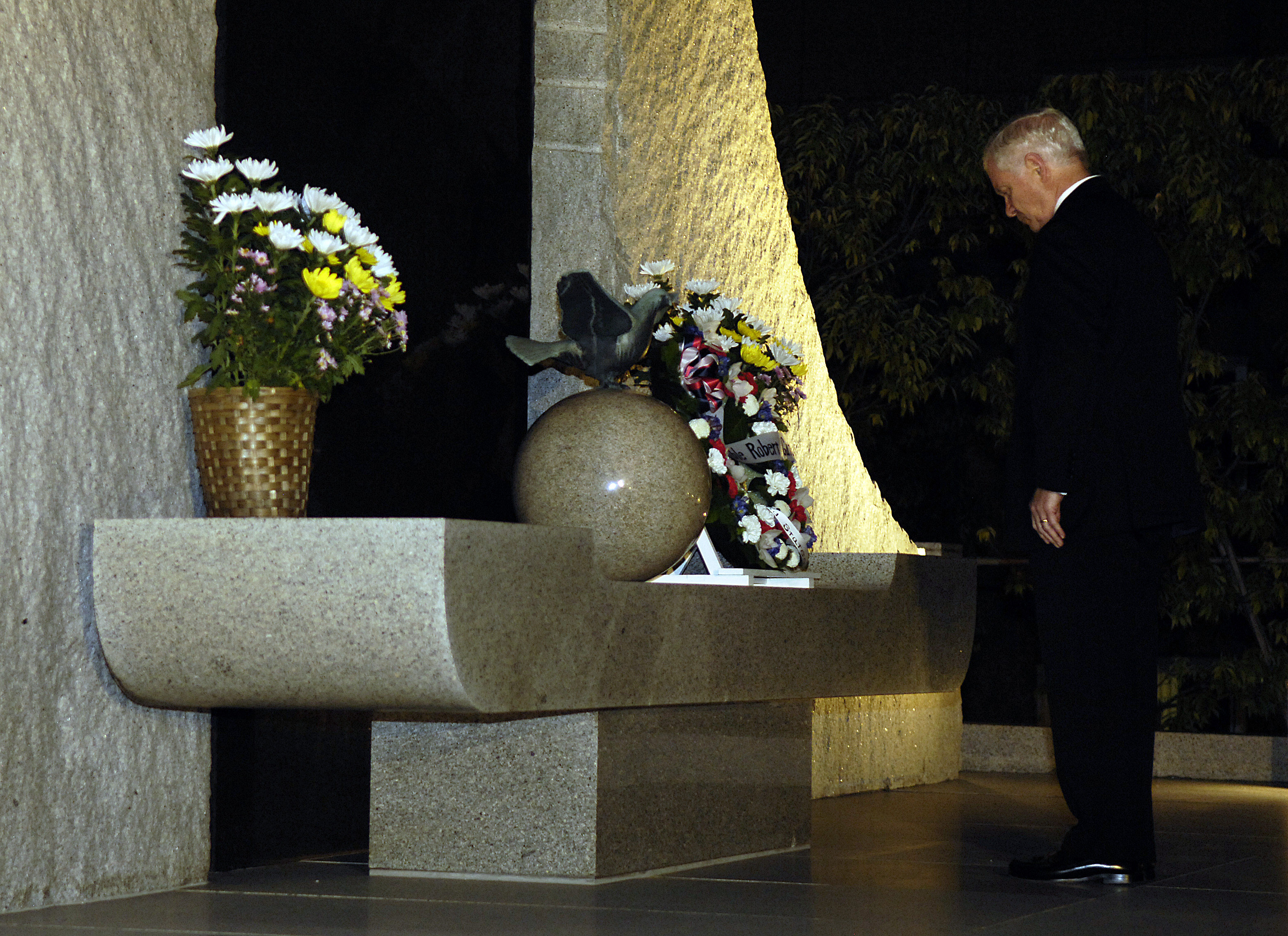
在紀念園區為殉職者慰靈碑獻花的美國國防部長勞勃·蓋茲

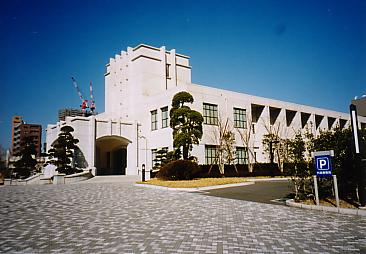
市谷紀念館

### 紀念園區
位於防衛省東側，面積約6000平方公尺，園區內有殉職自衛官慰靈碑與舊日本軍紀念碑等紀念碑。

### 市谷紀念館
前身為舊「1號館」的一部分。舊1號館原位於現在的廳舍A棟，1937年為陸軍士官學校本部，之後陸續由陸軍預科士官學校本部、陸軍省、參謀本部（大本營陸軍部）等進駐。該館大講堂（陸士大講堂）曾是遠東國際軍事法庭開庭地。1960年起由陸上自衛隊東部方面總監部進駐，並且是1970年三島事件發生地。防衛廳本廳建設新廳舍後保留部分建築並於1998年移至現址。
厚生棟內有FamilyMart、7-Eleven與星巴克等，二樓有托兒所

## 警備
正門有民間警衛24小時配置。另有陸海空三自衛隊隊員配槍巡邏。

## 交通方式
- JR東日本中央線／東京地下鐵南北線、有樂町線/都營地下鐵新宿線市谷站步行約十分
- JR東日本中央線／東京地下鐵南北線四谷站步行約十分

### 網站
- （日語）（原始內容Archive.today的存檔，存档日期2017-09-16）
- （日語）（原始內容Archive.today的存檔，存档日期2018-06-07）
- （日語）（原始內容Archive.today的存檔，存档日期2018-06-07）

## 外部連結
- 防衛省・自衛隊：防衛省廳舍等介紹 （页面存档备份，存于）